# Graffiti (album)
Graffiti – trzeci album Chrisa Browna, który ukazał się 8 grudnia 2009.

## Single
- Pierwszy singiel, „I Can Transform Ya” został wydany 29 września 2009. Gościnnie w piosence i teledysku wystąpili Lil Wayne oraz Swizz Beatz.
- Drugi singiel „Crawl” trafił do sprzedaży 24 listopada 2009. Od 13 listopada można zobaczyć teledysk do utworu, w którym gościnnie występuje piosenkarka i modelka Cassie.
- Singlem promocyjnym została piosenka „Sing Like Me” – 12 listopada 2009.
- Trzeci singiel to Pass Out nagrany wraz z Evą Simons
- Ogłoszono, że kolejnym singlem ma być utwór „Wait” nagrany z Trey Songz’em i The Game.

## Lista Utworów
1. „I Can Transform Ya” (featuring Lil Wayne & Swizz Beatz)
2. „Sing Like Me”
3. „Crawl”
4. „So Cold”
5. „What I Do” (featuring Plies)
6. „Famous Girl”
7. „Take My Time” (featuring Tank)
8. „I.Y.A.”
9. „Pass Out” (featuring Eva Simons)
10. „Wait” (featuring Trey Songz & The Game)
11. „Lucky Me”
12. „Fallin’ Down”
13. „I’ll Go”
14. „Girlfriend (International Bonus Track)” (featuring Lupe Fiasco)

Deluxe Edition Bonus Disc
1. „Gotta Be Ur Man”
2. „Movie”
3. „For Ur Love”
4. „I Need This”
5. „I Love U” (featuring Ester Dean)
6. „Brown Skin Girl” (featuring Sean Paul and Rock City)
7. „Chase Our Love (International Deluxe Edition Bonus Track)”
8. „Graffiti (iTunes Pre-Order Only Bonus Track)”